# 1988 en Algérie
Chronologie de l’Algérie
- 1984
- 1985
- 1986
- 1987
- 1988
- 1989
- 1990
- 1991
- 1992

Cet article présente les faits marquants de l'année 1988 en Algérie ou relatifs à l'Algérie; datation selon le calendrier grégorien.

## Événements
- 12 janvier : le gouvernement Hamrouche vote une loi d'orientation économique sur les entreprises publiques, qui gagnent en autonomie par apport à la tutelle de l'État.
- Février : visite d'une délégation palestinienne à Alger.
- 16 mai : rétablissement des relations diplomatiques entre l’Algérie et le Maroc, rompues depuis mars 1976[1].
- Juin : nouvelles mesures d'austérité (préconisées par le FMI), afin de rétablir les comptes publics.
- 21 juin : signature, entre l'Algérie et la France, d'une convention sur les enfants de couples mixtes[2].
- 4 octobre : Émeutes populaires en Algérie. L’Algérie connait une crise économique sans précédent mêlant chômage, inflation et un blocage institutionnel. Une population importante descend dans la rue, pour dénoncer l'injustice, la corruption et l’affairisme du système politique algérien. La capitale est rapidement paralysée par les manifestants, devant l'inaction initiale des forces de l'ordre.
- 5 octobre : le mouvement s’étend aux principales villes du pays. L'absence de réaction initiale de l'État et la récupération du mouvement par les islamistes provoque la radicalisation des manifestations avec de nombreuses destructions matérielles et les premiers morts des émeutes. Devant l'aggravation sans précédent de la situation sécuritaire, l'armée fait pression sur la présidence pour remplacer un pouvoir civil défaillant.
- 6 octobre : proclamation de l’État de siège. L’armée se déploie dans les principales villes du pays et tire à la mitrailleuse sur la foule. Plus de 500 personnes sont tuées (161 selon les autorités) et des milliers d’autres arrêtées et torturées[3].
- 10 octobre : dans un discours à la télévision nationale, le président Chadli annonce des réformes économiques et sociales avec l’instauration du multipartisme et de la démocratie. Le même jour, des milliers d’islamistes manifestent dans les rues de la capitale pour réclamer l’instauration de la loi islamique[4].

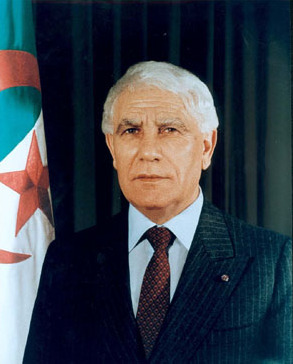
Chadli.

- 3 novembre : Référendum algérien de 1988. 92,27 % des électeurs disent « oui »[2].
- 9 novembre : Kasdi Merbah forme un gouvernement en Algérie[5].
- 15 novembre : le Conseil national palestinien proclame l'indépendance de l'État de Palestine depuis Alger.
- 24 novembre : les relations diplomatiques entre l'Algérie et l'égypte sont rétablies[2].
- 22 décembre : réélection du président Chadli en Algérie.

## Sports
- Algérie aux Jeux olympiques d'été de 1988

### Basket-ball
- Coupe d'Algérie de basket-ball 1987-1988
- Coupe d'Algérie de basket-ball 1988-1989

### Football
- Finale de la Coupe des clubs champions africains 1988
- Équipe d'Algérie de football en 1988
- Championnat d'Algérie de football 1987-1988
- Championnat d'Algérie de football 1988-1989
- Championnat d'Algérie de football de deuxième division 1987-1988
- Championnat d'Algérie de football de deuxième division 1988-1989
- Coupe d'Algérie de football 1987-1988
- Coupe d'Algérie de football 1988-1989
- Saison 1987-1988 de l'USM Alger
- Saison 1988-1989 de l'USM Alger

### Handball
- Coupe d'Afrique des vainqueurs de coupe féminine de handball 1988
- Coupe d'Afrique des vainqueurs de coupe masculine de handball 1988

## Culture

### Cinéma
- Camp de Thiaroye, film dramatique algéro-tuniso-sénégalais d'Ousmane Sembène (ancien tirailleur sénégalais) et Thierno Faty Sow présenté à la Mostra de Venise 1988. Il évoque ce qui sera appelé le massacre de Thiaroye. Ce film participe au retour de cet événement dans la mémoire et l'historiographie[6].

## Naissances en 1988
- Naissance en Algérie en 1988

## Décès en 1988
- Décès en Algérie en 1988